# BOV (VBCI)
O BOV (Borbeno Oklopno Vozilo), literalmente "Veículo Blindado de Combate", é uma viatura 4x4 produzida na antiga Iugoslávia.

## Descrição
O BOV tem a capacidade para 10 militares incluindo o motorista e o artilheiro e mais oito soldados de infantaria. O veículo é totalmente com tração integral nas quatro rodas e está motorizado com um Deutz tipo F 6L 413 F de seis cilindros a diesel desenvolvendo 150 hp (112 kW) à 2650 rpm.

## Variantes
- BOV-1 versão anticarro equipada com 6 x 9M14 Malyutka (OTAN: AT-3 Sagger). Também conhecido como POLO (protivoklopno lansirno orudje) M-83.[3]
- BOV-3 versão de defesa anti-aérea com canhão triplo M55A4B1 de 20 mm (0,787 in).
- BOV-30 protótipo de defasa anti-aérea com canhão duplo de 30 mm (1,18 in)
- BOV-M Veículo blindado de transporte de pessoal para a Milítsia, equipado com lançadores de granadas de fumaça e uma metralhadora de calibre 7,62 mm (0,300 in) ou 12,7 mm (0,500 in).
- BOV-SN versão de ambulância.
- BOV-VP veículo blindado de transporte de tropas da polícia militar conhecido como M-86.

### Novos desenvolvimentos
- BOV M10 versão blindada para sistemas de artilharia e para comando e controle.
- BOV M11 blindado de reconhecimento.
- HS M09 BOV-3 versão de defesa anti-aérea hibrida baseada no BOV-3 e com 8 x lançadores de mísseis terra-ar Strela 2 montados na torre.
- MRČKB BOV-3 comunicação móvel de rádio para o batalhão integrado de comando no veículo BOV-3.

## Operadores
Atuais
- Bósnia e Herzegovina 42 BOV VP e 39 BOV-3.
- Croácia 44 BOV-3, 37 BOV-1 e 54 BOV-VP, 36 BOV-M são usados pela polícia.
- Eslovênia 86 BOV-VP, 86 BOV-1 e 85 BOV-3.
- Sérvia 16 BOV-VP e 28 BOV-M (na reserva)

Antigos
- Iugoslávia passou os veículos para os estados sucessores.

## Galeria

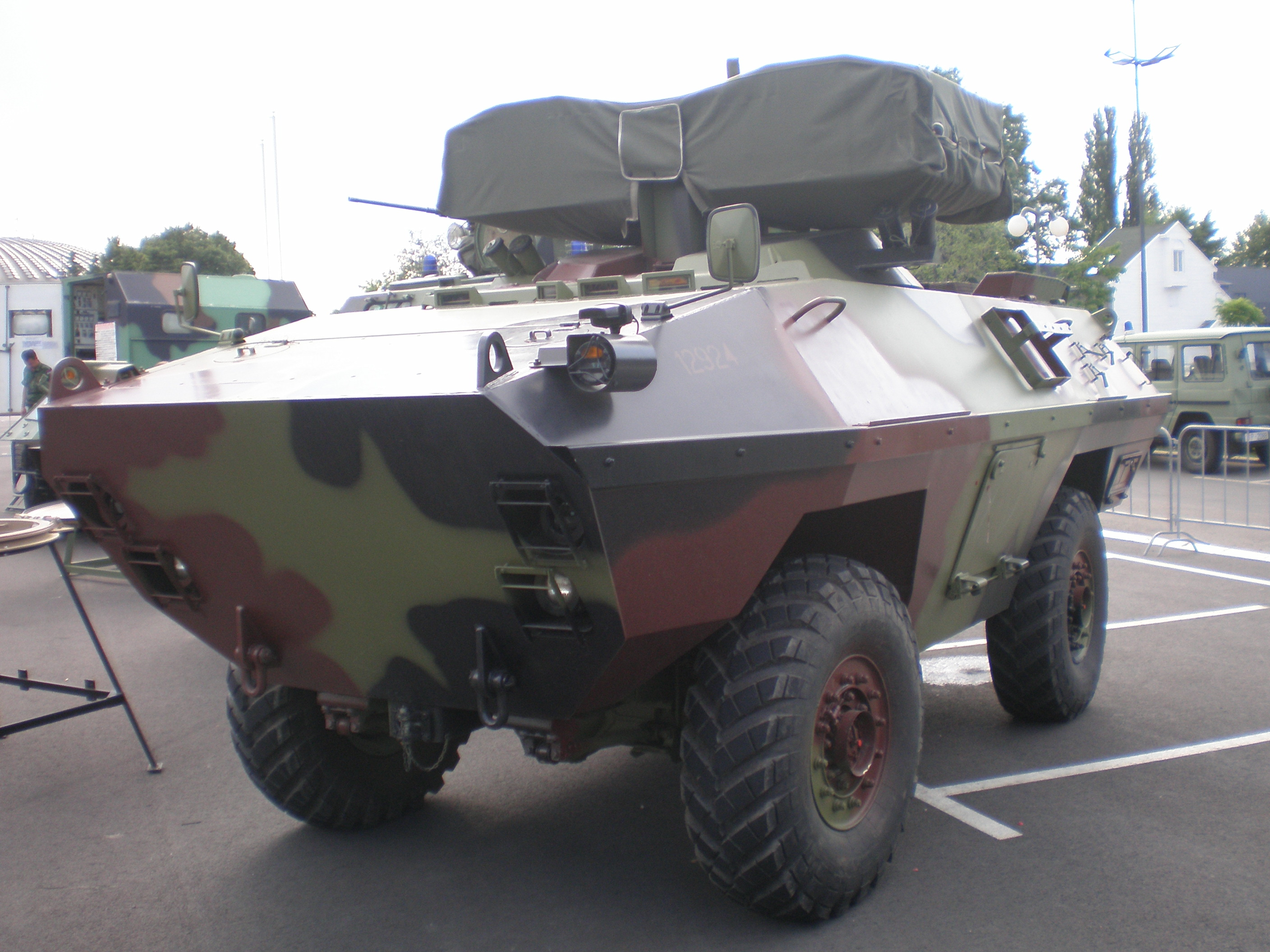
BOV-1 anticarro.
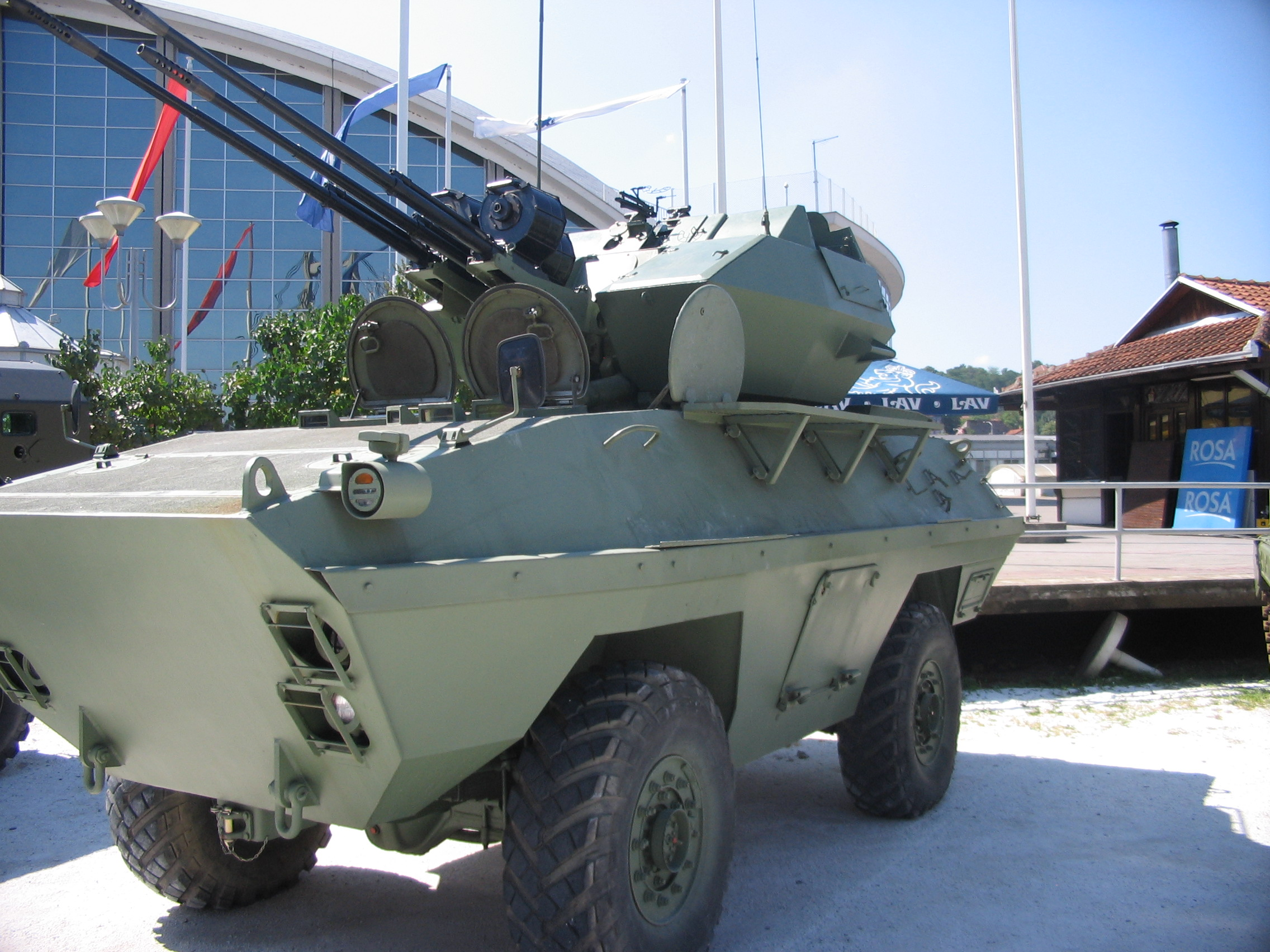
BOV-3 antiaéreo.
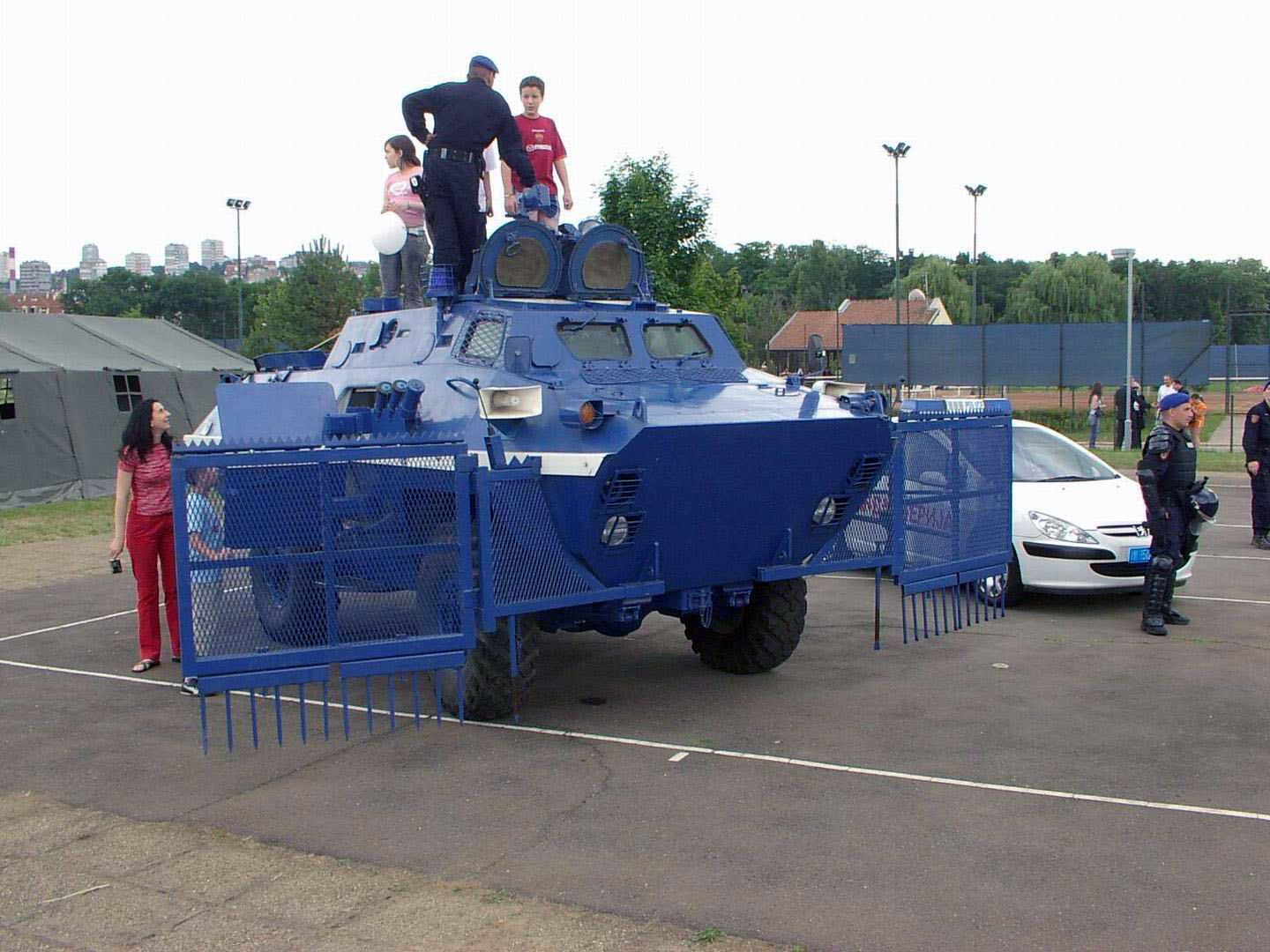
BOV-M anti-revolta.
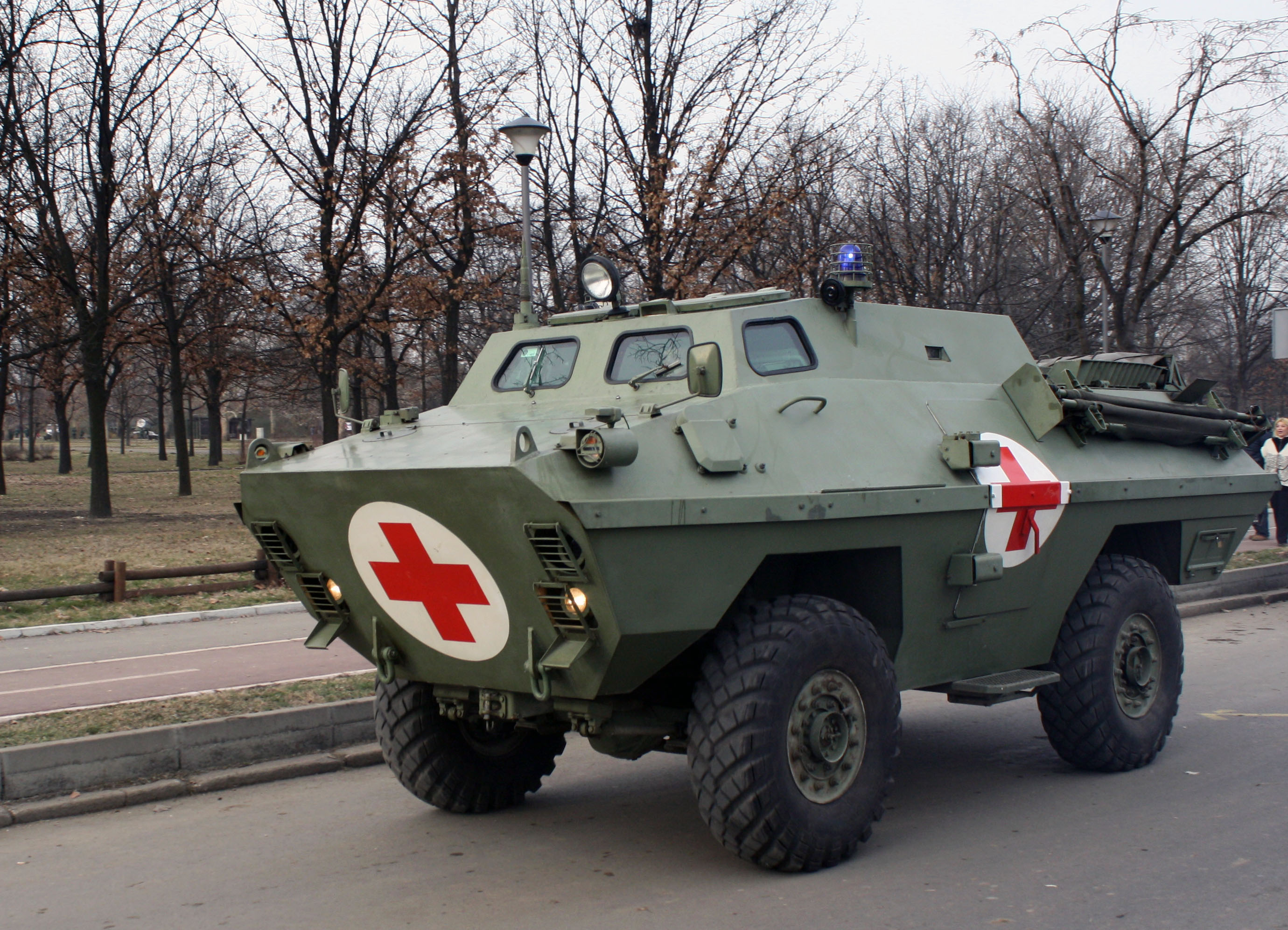
BOV-SN ambulância blindada.
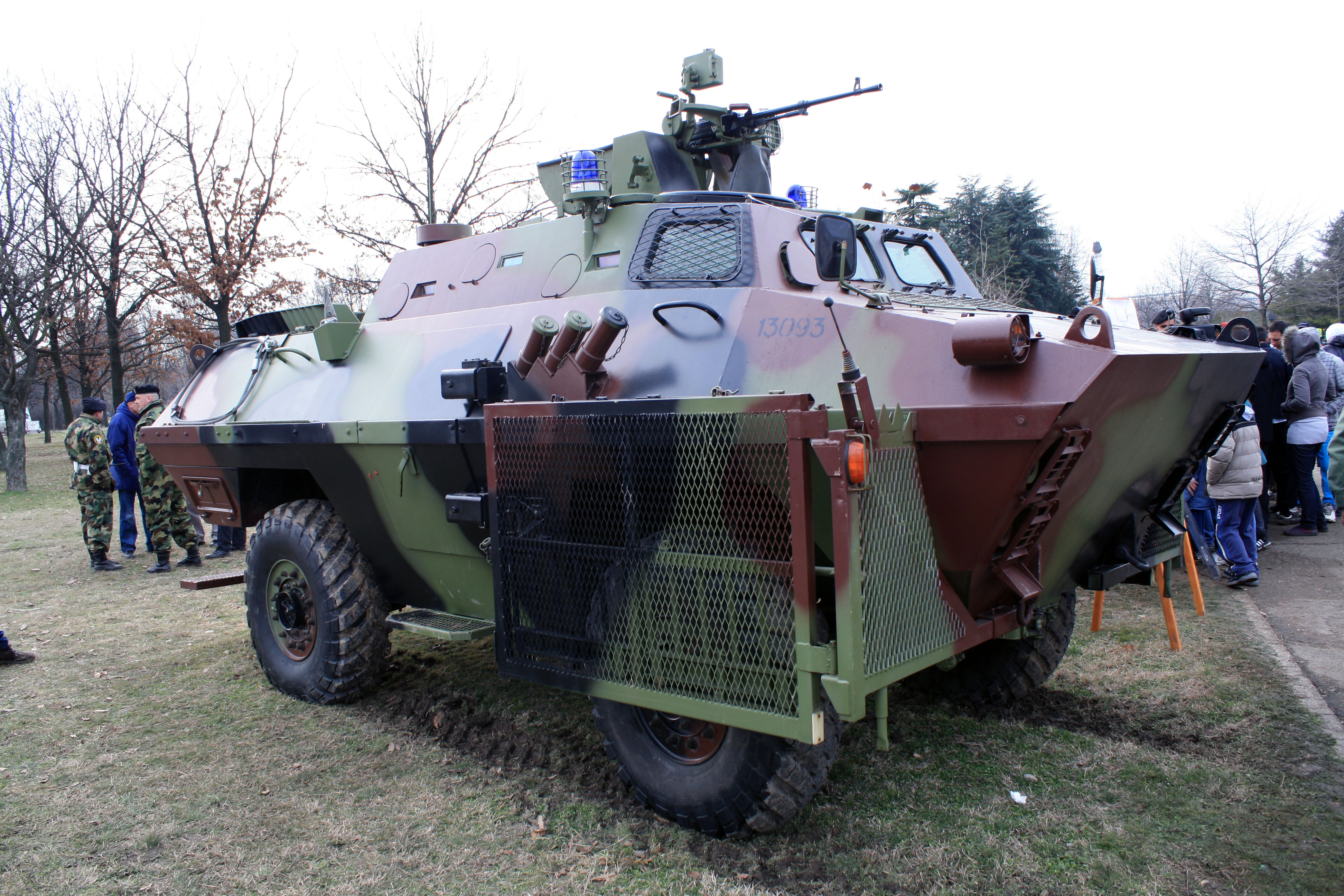
BOV VP aka M-86 da polícia.
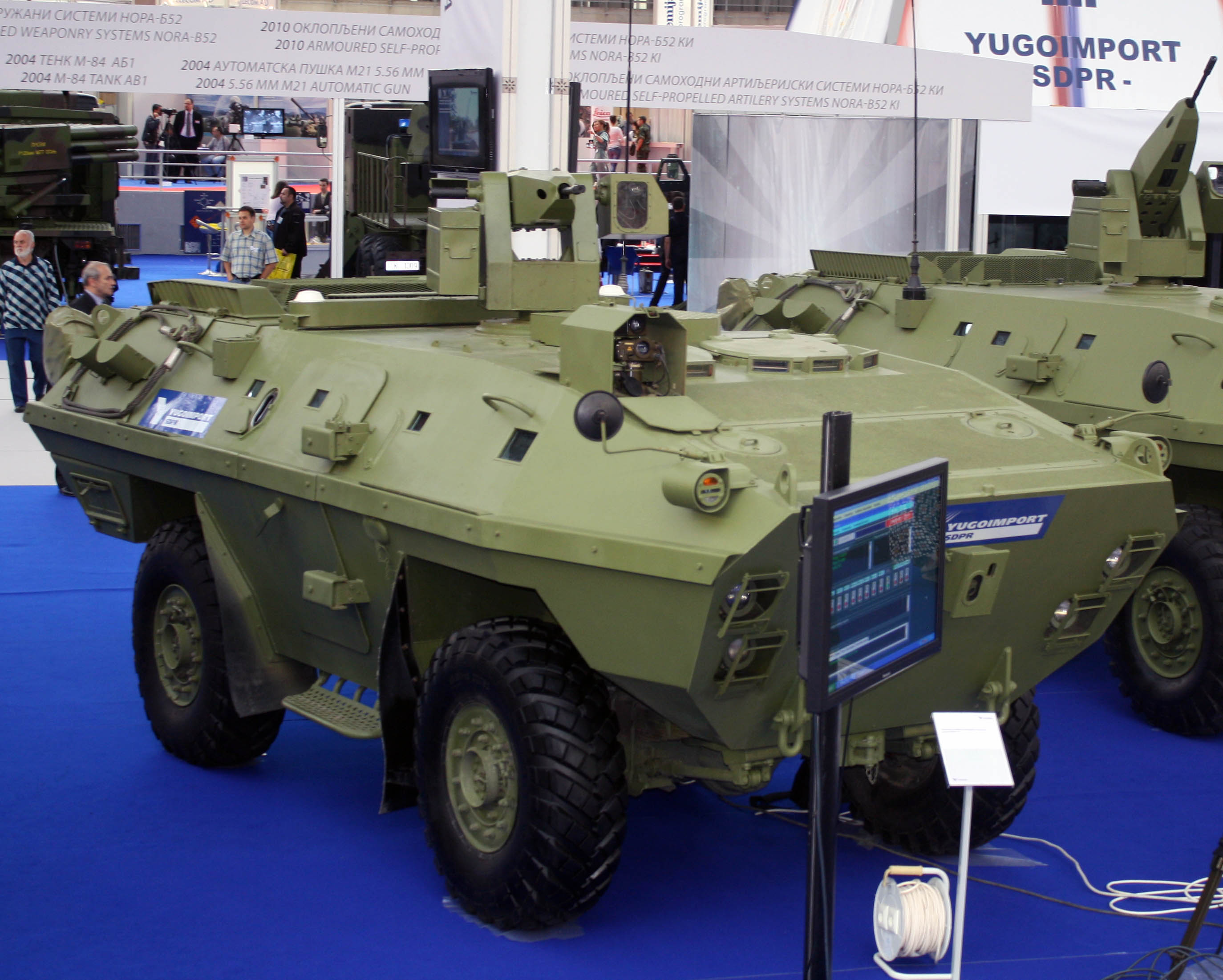
BOV M10 de comando e controle.
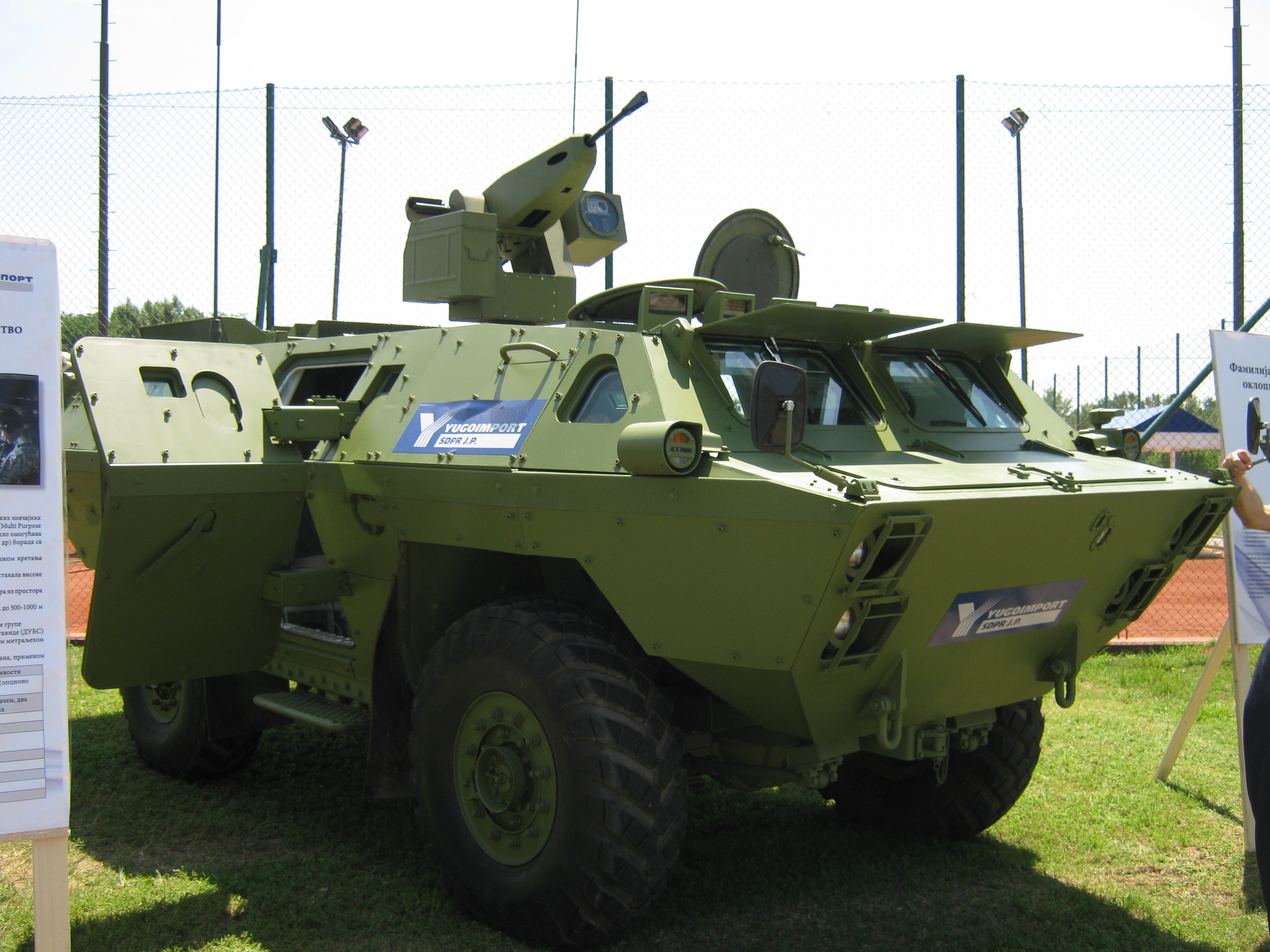
BOV M11 de reconhecimento.